# 정산고등학교
정산고등학교(定山高等學校)는 대한민국 충청남도 청양군 정산면 서정리에 있는 공립 고등학교이다.

## 학교 연혁
- 1972년 3월 8일 : 정산종합고등학교(보통과 3학급, 상업과 3학급) 개교
- 1973년 9월 5일 : 정산고등학교로 교명 변경
- 1993년 8월 19일 : 12학급 인가
- 1997년 3월 14일 : 성덕재(기숙사) 준공
- 2001년 3월 1일 : 청양정산고등학교로 교명 변경
- 2001년 9월 20일 : 본동 2층 8개교실 증축
- 2003년 10월 14일 : 성덕재(기숙사) 증축
- 2004년 3월 30일 : 탁구부 창단
- 2011년 11월 1일 : 여학생 기숙사 준공
- 2012년 3월 1일 : 정산고등학교로 교명 환원
- 2021년 9월 1일 : 제21대 황의도 교장 취임
- 2024년 1월 8일 : 제50회 졸업식(졸업생 누계 7,066명)
- 2024년 3월 4일 : 입학식(59명)
- 2024년 9월 1일 : 제22대 오건수 교장 취임

## 참고 자료
- 정산고등학교 - 한국교육학술정보원 학교알리미